# Pitso Mosimane
Pitso John Mosimane (Kagiso, 26 de julho de 1964) é um ex-futebolista e treinador de futebol sul-africano, que atualmente está sem equipa.
Dedicou praticamente toda a carreira em duas equipes: o Jomo Cosmos e o Mamelodi Sundowns, sendo que foram três passagens pelo Cosmos e duas pelos Brazilians (um dos apelidos dados pela torcida do Sundowns).
Mosimane abandonou a carreira de jogador precocemente em 1995, quando atuava no time grego Ionikos - única equipe europeia que ele defendeu.

## Seleção
Mosimane atuou apenas um ano pela Seleção da África do Sul, que retornara da suspensão imposta pelo apartheid. Estreou em 1993, já pelas Eliminatórias da Copa de 1994, mas os Bafana Bafana não lograram classificação.

## Carreira de treinador
Apesar de ter treinado o Supersport United entre 2001 e 2007, Mosimane ficou mais famoso por ser auxiliar-técnico da África do Sul por quatro anos. Ele foi o braço-direito dos brasileiros Carlos Alberto Parreira e Joel Santana durante o período que eles comandaram a equipe. Com a saída de Parreira, Pitso assumiu de forma definitiva o posto, após nenhum outro treinador ter sido procurado para treinar a África do Sul, onde ficou até 2012.
Com o Mamelodi Sundowns, foi campeão da Liga dos Campeões da África em 2016. Também venceu cinco vezes a liga local e uma Supercopa. Pelo Al-Ahly, que assumiu em setembro de 2020, conquistou mais duas vezes o título continental, em 2020 e 2021, além de duas Supercopas da África, um campeonato egípcio e uma Taça do Egito.

## Estatísticas
Atualizado até 23 de setembro de 2022
| Clube             | País           | Período   | Jogos | Vitórias | Empates | Derrotas | Aproveitamento    |
| ----------------- | -------------- | --------- | ----- | -------- | ------- | -------- | ----------------- |
| Supersport United | África do Sul  | 2001–2007 | 184   | 83       | 53      | 48       | 54.71%            |
| África do Sul     | África do Sul  | 2006–2007 | 7     | 3        | 3       | 1        | 57.14%            |
| África do Sul     | África do Sul  | 2010–2012 | 17    | 6        | 8       | 3        | 50.98%            |
| Mamelodi Sundowns | África do Sul  | 2012–2020 | 332   | 187      | 78      | 67       | 64.16%            |
| Al-Ahly           | Egito          | 2020–2022 | 97    | 65       | 22      | 10       | 74.57%            |
| Al-Ahli Jeddah    | Arábia Saudita | 2022–     | 0     | 0        | 0       | 0        | Divisão por zero% |

## Títulos
Supersport United
- Nedbank Cup: 2005
- SAA Super Eight Cup: 2004

Mamelodi Sundowns
- Premier Soccer League: 2013–14, 2015–16, 2017–18, 2018–19, 2019–20
- Nedbank Cup: 2014–15, 2019–20
- Telkom Knockout: 2015, 2019
- Liga dos Campeões da CAF: 2016
- Supercopa da CAF: 2017

Al-Ahly
- Liga dos Campeões da CAF: 2019–20, 2020–21
- Supercopa da CAF: 2021
- Copa do Egito: 2019–20